# William Turner
Joseph Mallord William Turner RA (Londres, 23 de abril de 1775 — Chelsea, 19 de dezembro de 1851), conhecido contemporaneamente como William Turner, foi um pintor, músico,[carece de fontes?] gravurista e aquarelista romântico inglês, considerado por alguns um dos precursores do modernismo na pintura, em função dos seus estudos sobre cor e luz. Ele é conhecido por suas colorações expressivas, paisagens imaginativas e pinturas marinhas turbulentas, muitas vezes violentas.
Turner nasceu em Maiden Lane, Covent Garden, Londres, numa modesta família de classe média baixa. Ele viveu em Londres toda a sua vida, mantendo seu sotaque característico e evitando assiduamente o sucesso e a fama.
Uma criança prodígio, Turner passou a estudar na Academia Real Inglesa em 1789, matriculando-se quando tinha 14 anos, e exibindo seu primeiro trabalho lá aos 15 anos. Durante esse período, ele também serviu como desenhista de arquitetura. Ele ganhava uma renda estável de encomendas e vendas, que devido à sua natureza problemática e contrariada, eram muitas vezes aceitas de má vontade. Ele abriu sua própria galeria em 1804 e tornou-se professor de perspectiva na academia em 1807, onde lecionou até 1828, embora fosse visto como profundamente inarticulado. Ele passou a viajar para a Europa a partir de 1802, geralmente retornando com volumosos cadernos de esboços.
Intensamente privado, excêntrico e recluso, Turner foi uma figura controversa ao longo de sua carreira. Ele não se casou, mas teve duas filhas, Eveline (1801–1874) e Georgiana (1811–1843), ambas por sua governanta Sarah Danby. Ele ficou mais pessimista e moroso quando ficou mais velho, especialmente após a morte de seu pai, ao que sua visão se deteriorava, sua galeria caiu em desuso e negligência, mas sua arte se intensificou. Ele viveu na miséria e com saúde precária em 1845, e morreu em Londres em 1851 aos 76 anos. Turner está enterrado na Catedral de Saint Paul, em Londres.
Ele deixou para trás mais de 550 pinturas a óleo, 2 mil aquarelas e 30 mil obras em papel. Ele havia sido amplamente defendido pelo principal crítico inglês da época, John Ruskin, em meados de 1840; hoje é considerado como detentor de uma pintura paisagista sofisticada, elevada a uma eminência que rivaliza com a pintura histórica.

## Biografia
Turner foi batizado em 14 de maio de 1775 na Igreja Anglicana, porém nasceu em 23 de abril de 1775. Seu pai, William Mikael Turner, era barbeiro e fabricante de perucas. Sua mãe, Mary Marshall, veio de uma família de açougueiros.
Em 1789, ingressa na Real Academia de Artes de Londres. Começou como pintor topográfico e pouco a pouco foi se inclinando para as paisagens, principalmente as marinhas. Em 1802 foi admitido como membro da Academia de Londres. Algum tempo depois, fez sua primeira viagem ao continente. Ficou entusiasmado com a pintura dos grandes mestres no Museu do Louvre, então enriquecido com os saques de Napoleão. Lorrain e Poussin eram seus pintores preferidos.
Turner dedicou-se à pintura da paisagem com paixão, energia, força, interpretando seus temas de forma ética. Seus trabalhos transmitiam uma emoção extrema e foi considerado o ponto culminante da paisagem romântica. Turner foi extremamente precoce, brilhante e bem sucedido. Iniciou na arte aos 13 anos com seus desenhos e com 15 anos atingiu sua reputação. Era um homem solitário, sem amigos e quando pintava não permitia a presença de pessoas, mesmo que fossem outros artistas.
Uma de suas preocupações principais foi a aplicação da luz e sua incidência sobre as cores da maneira mais natural possível. Para tanto, dedicou-se intensamente ao estudo dos paisagistas holandeses do século XVIII, muito em voga naquela época na Europa. Em sua obra os motivos eram em geral paisagens, e o mar era uma constante nos quadros do pintor inglês.
Também foi de grande relevância para sua pintura a viagem que fez a Veneza em 1812, quando o pintor descobriu a importância da cor e conseguiu dar corpo à atmosfera de uma maneira que, anos depois, os impressionistas retomariam. Não surpreendentemente, Veneza se torna sua cidade preferida, uma fusão da água e da civilização, pintando-a muitas vezes em 1819 e depois em 1828.
De 1830 a 1840, Turner deixou de lado a forma e criou espaços voláteis de nuvens e cores, como em Chuva, Vapor e Velocidade (1844), por exemplo, que remete aos quadros abstratos do século XX. Não é sem motivo que foi qualificado por muitos historiadores como o primeiro pintor de vanguarda.
Sua última exposição foi em 1850. No ano seguinte veio a falecer doente e solitário como sempre viveu. Após meses desaparecido, foi descoberto muito doente por sua empregada. Morreu em Chelsea em dezembro, de 1851. Suas obras mais importantes estão na National Gallery e na Tate Gallery, ambas em Londres. Está sepultado na Catedral de São Paulo, na capital inglesa.
Em 2016, Turner vai passar a figurar nas notas do seu país. As novas notas de 20 libras vão mostrar o seu auto-retrato datado de 1799 e exposto na Tate Britain, e também uma das suas obras mais conhecidas, The Fighting Temeraire. É a primeira vez que um artista plástico figura no numerário em Inglaterra e também a estreia de uma figura escolhida pelo público nas notas britânicas.

## Obras selecionadas
Turner foi um artista bastante prolífico tendo criado mais de 550 pinturas a óleo, 2 mil aquarelas e 30 mil desenhos em papel. A Tate Gallery de Londres elabora o catálogo mais alargado e actualizado das obras de Turner tanto pertencentes a colecções públicas como a privadas em todo o mundo.
- 1796: Fishermen at Sea, óleo sobre tela, 36 × 48 1⁄8 in., Tate Gallery, Londres
- 1803: Bonneville, Savoy, Dallas Museum of Art, óleo sobre tela 92 x 123 cm
- 1806: The Battle of Trafalgar, as Seen from the Mizen Starboard Shrouds of the Victory, óleo sobre tela: Tate Gallery, Londres
- 1809: The Trout Stream, óleo sobre tela, Taft Museum, Cincinnati
- 1810: Naufrágio de um Cargueiro (The Wreck of a Transport Ship), óleo sobre tela, Museu Calouste Gulbenkian, Lisboa
- 1812: Tempestade de Neve: Aníbal e o seu Exército a Atravessar os Alpes (Snow Storm: Hannibal and His Army Crossing the Alps), óleo sobre tela, Tate Gallery, Londres
- 1815: Dido erguendo Cartago  (Dido Building Carthage ou The Rise of the Carthaginian Empire), , óleo sobre tela, National Gallery, Londres
- 1815: Crossing the Brook, óleo sobre tela, Tate Gallery, Londres
- 1817: Eruption of Vesuvius, aguarela, cola, e gravação sobre papel, Yale Center for British Art, New Haven, Connecticut
- 1817: Raby Castle, the Seat of the Earl of Darlington, óleo sobre tela, Museu de Arte Walters, Baltimore
- 1818: Dort or Dordrecht: The Dort packet-boat from Rotterdam becalmed, óleo sobre tela, Yale Center for British Art, New Haven, Connecticut
- 1822: The Battle of Trafalgar, óleo sobre tela, National Maritime Museum, Greenwich, Londres
- 1826: Cologne: The Arrival of a Packet-Boat: Evening, óleo e possivelmente aguarela sobre tela, Frick Collection, Nova Iorque
- 1829: Ulysses Deriding Polyphemus, óleo sobre tela, National Gallery, Londres
- 1833: Quillebeuf, Foz do Sena, óleo sobre tela 88 x 120 cm, Museu Calouste Gulbenkian, Lisboa
- 1834: Venice: The Dogana and San Giorgio Maggiore, óleo sobre tela, National Gallery of Art, Washington, DC
- 1834: The Fountain of Indolence, óleo sobre tela, Beaverbrook Art Gallery, Fredericton
- 1835: The Burning of the Houses of Lords and Commons, óleo sobre tela, Philadelphia Museum of Art, Filadélfia
- 1835: The Burning of the Houses of Lords and Commons, óleo sobre tela, Cleveland Museum of Art, Cleveland
- 1835: The Grand Canal, Venice, óleo sobre tela, Metropolitan Museum of Art, Nova Iorque
- 1835: The Piazzetta, Venice, aguarela e desenho com canete e tinta e gravação em papel, Galeria Nacional da Escócia, Edimburgo
- 1836: Juliet and Her Nurse. óleo sobre tela. Exh. Royal Academy. 36 1⁄2 × 48 1⁄2 (92 × 123).
- 1836: Mercury and Argus. óleo sobre tela. reworked 1840. National Gallery of Canada, Ottawa, purchased 1951. no. 5 795
- 1838: The Fighting Temeraire Tugged to Her Last Berth to Be Broken up, óleo sobre tela, National Gallery, Londres
- 1839: Modern Rome – Campo Vaccino, óleo sobre tela, J. Paul Getty Museum, Los Angeles
- 1839: Ancient Rome; Agrippina Landing with the Ashes of Germanicus, óleo sobre tela, Tate
- 1840: Slave Ship (Slavers Throwing Overboard the Dead and Dying, Typhoon Coming On), óleo sobre tela, Museu de Belas Artes de Boston
- 1840: Neapolitan Fisher Girls Surprised Bathing by Moonlight, óleo sobre tela, Huntington Library
- 1842: The Blue Rigi, Sunrise, aguarela em papel, Tate Britain, Londres
- 1842: Snow Storm: Steam-Boat off a Harbour's Mouth
- 1842: Paz, Funeral no Mar. óleo sobre tela, Tate Gallery, Londres
- 1843: The Evening of the Deluge, óleo sobre tela, Tate Gallery, Londres
- 1844: Ostende, óleo sobre tela, Neue Pinakothek, Munique
- 1844: Approach to Venice, óleo sobre tela, National Gallery of Art, Washington, DC
- 1844: Chuva, Vapor e Velocidade (Rain, Steam and Speed – The Great Western Railway), óleo sobre tela, National Gallery, Londres
- c. 1845: Nascer do Sol com Monstros Marinhos (Sunrise with Sea Monsters), óleo sobre tela, Tate Gallery, Londres
- c. 1840–1850: Europa and the Bull, óleo sobre tela, Taft Museum, Cincinnati

## Obras em leilão
- Em abril de 2006, foi leiloado na Christie's, o quadro Giudecca, La Donna della Salute and San Giorgio, pintado pelo artista na cidade de Veneza, sendo esta a cidade retratada na obra. O quadro atingiu o valor de 20,5 milhões de libras, quase 28,5 milhões de euros.

- Em 2006, a obra Glaucus and Scylla (1840) foi devolvida pelo Kimbell Art Museum em Fort Worth aos herdeiros de uma família vítima do Holocausto. A pintura foi comprada de novo pelo museu em abril de 2007, num leilão da Christie's por 5,7 milhões de dólares.

- Em dezembro de 2007 a aquarela Bamborough Castle foi leiloada pela Sotheby's, em Londres, por 2 932 500 libras (4 081 500 euros). A aquarela data dos anos 30 do século XIX e em 1872 foi comprada pelo conde de Dudley por 3 309 libras - então um preço recorde para uma obra deste género - até que passou para as mãos da família Vanderbilt e não era vista em público desde 1889.

- Em julho de 2010 a obra, intitulada Roma Moderna - Campo Vaccino, datada de 1838, foi vendida num leilão da Sotheby's de Londres por 35,5 milhões de euros. A obra foi comprada pelo museu J. Paul Getty de Los Angeles.[6]

- Em 3 dezembro de 2014 foi leiloado pela casa de leilões Sotheby's o quadro «Rome, from Mount Aventine», de 1835, por 30,3 milhões de libras esterlinas.

- Em 6 de julho de 2021 foi leiloada na Sotheby’s a pintura “Purfleet and the Essex Shore as seen from Long Reach”, que retrata um grupo de pescadores nos seus barcos em plena atividade nas ondas do estuário do rio Tamisa, e tem uma estimativa entre quatro milhões e seis milhões de libras esterlinas (entre 4,66 milhões e 6,99 milhões de euros)

## Galeria de obras

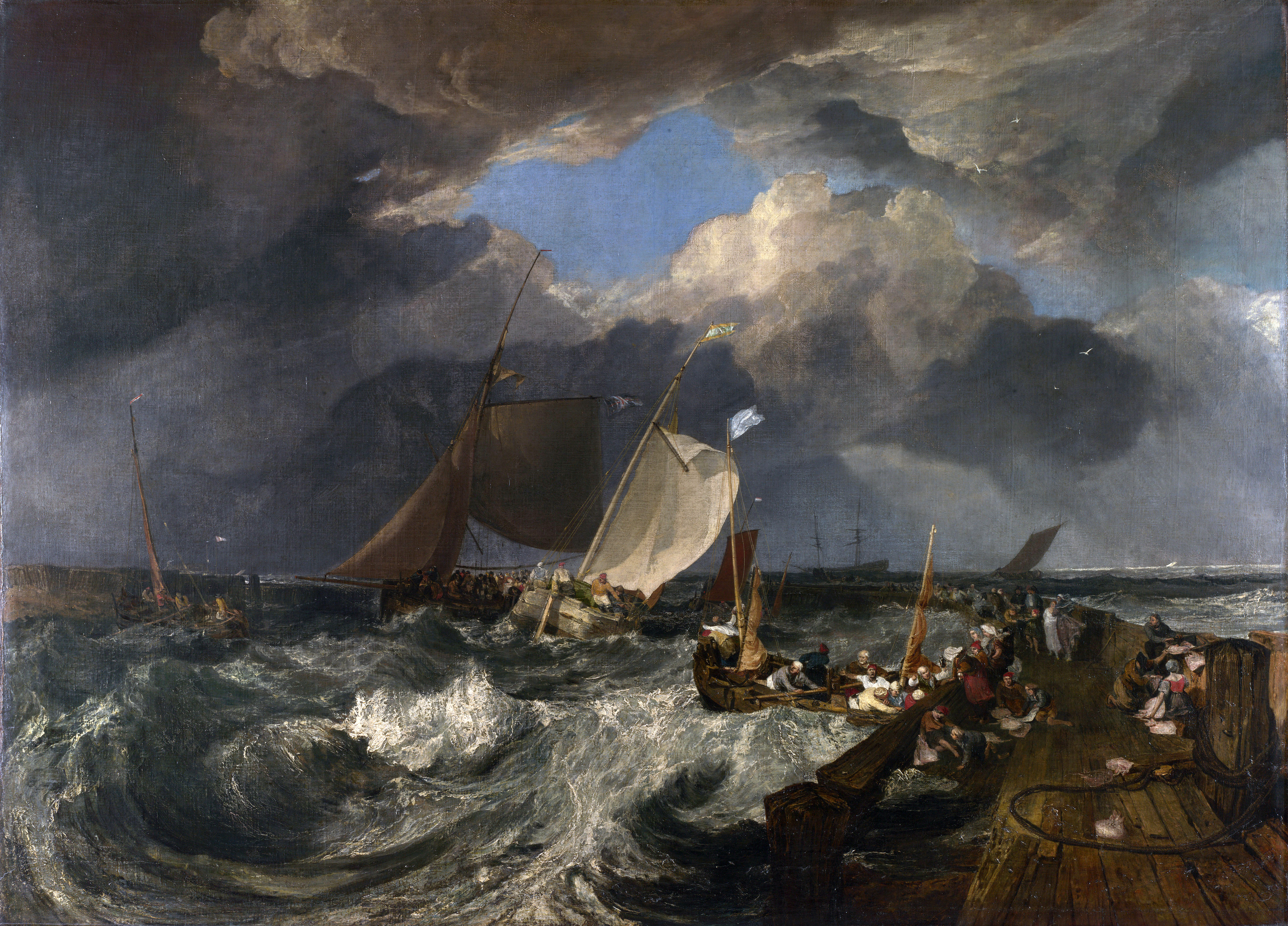
Calais (1803), Tate Gallery - Londres
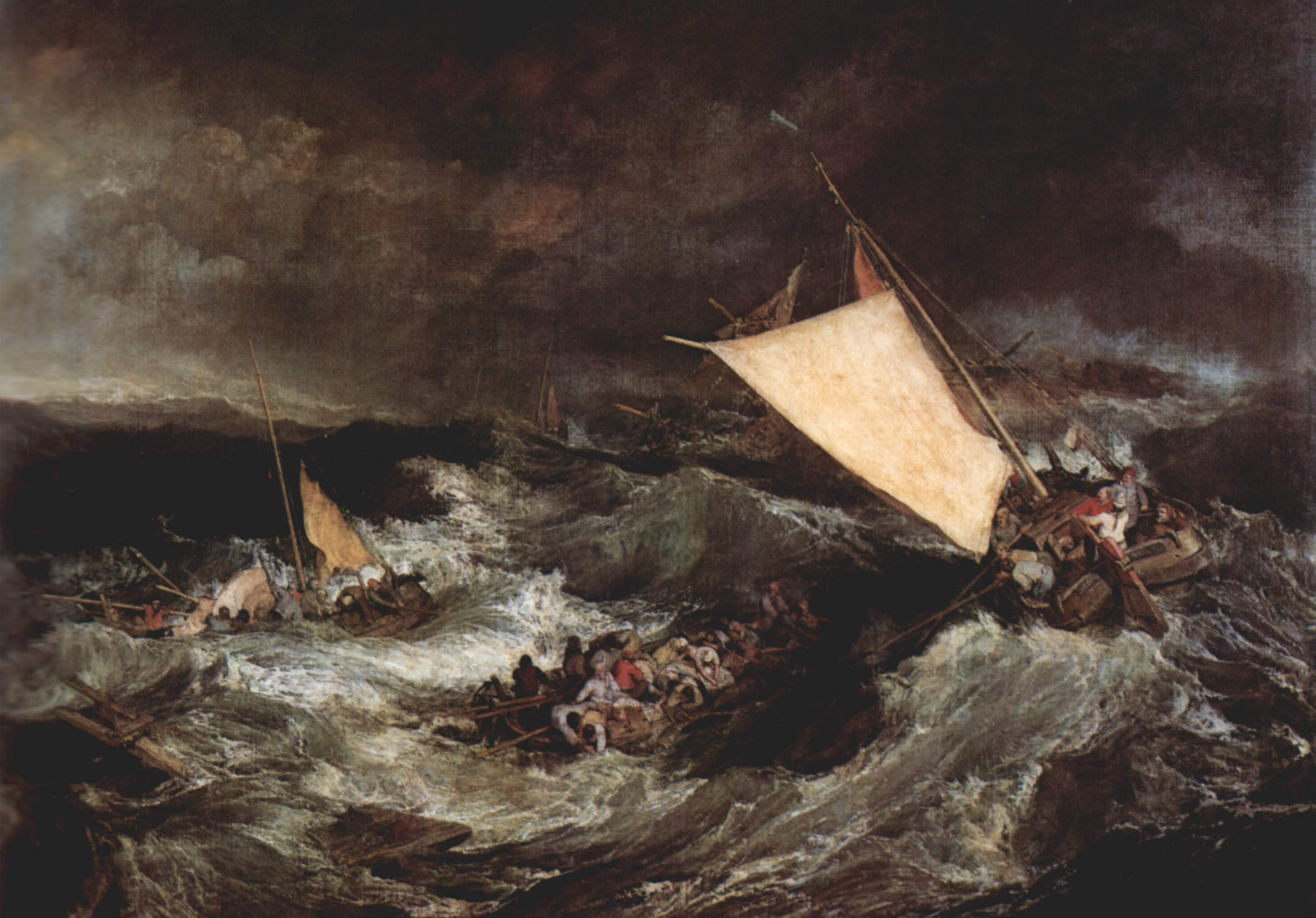
Naufrágio (1805), Tate Gallery - Londres
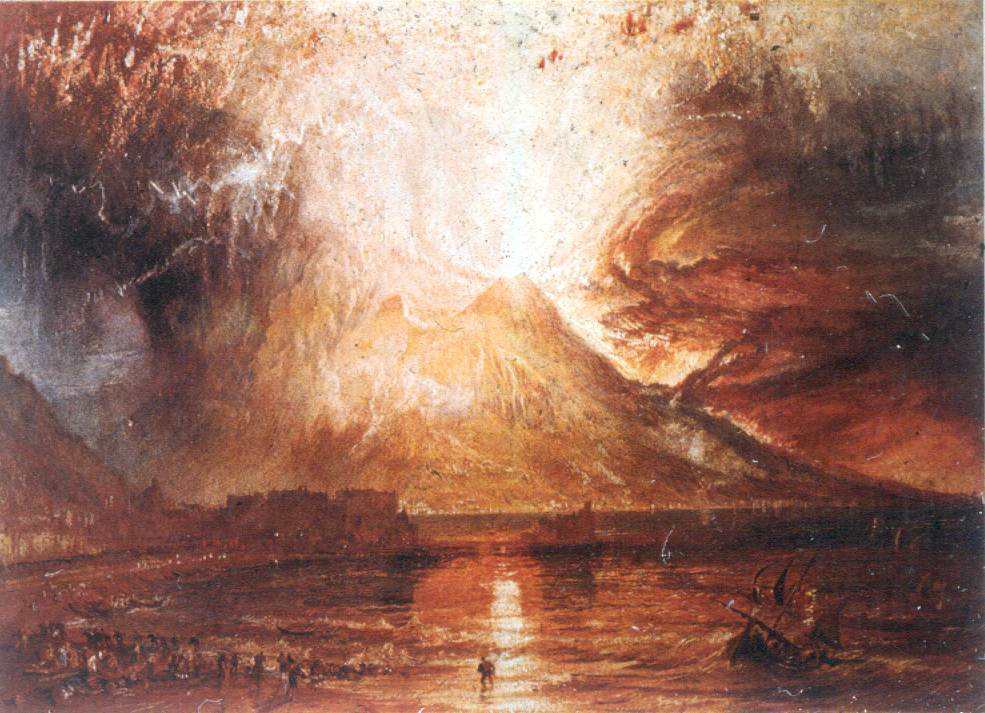
Erupção do Vesúvio (1817), The British Art Center - New Haven
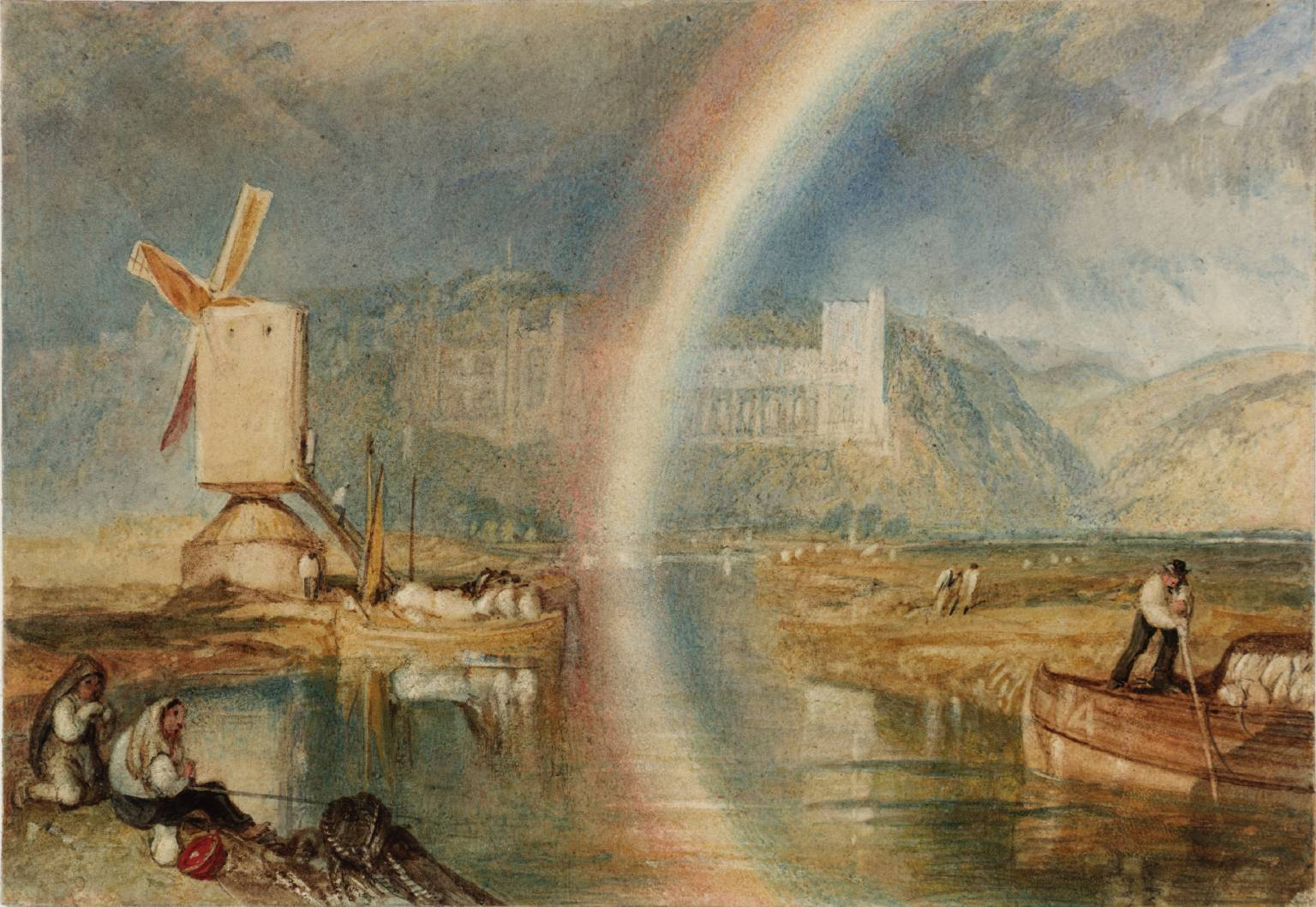
Castelo Arundel, com arco-iris (1824), Mus. Britânico - Londres
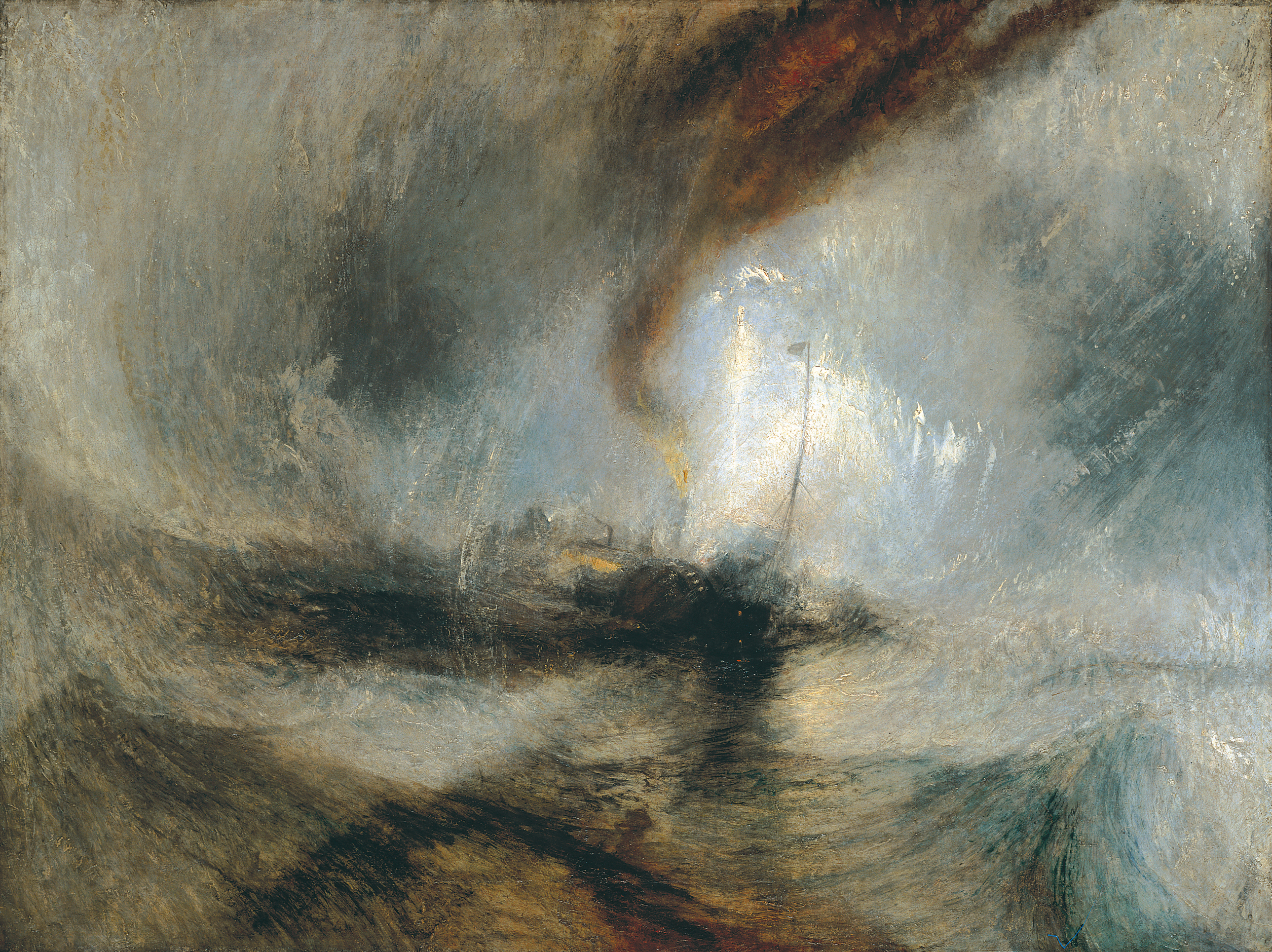
Harbour's Mouth, (1842)